# Уильямс, Ноа
Ноа Уильямс (англ. Noah Williams; род. 15 мая 2000, Лондон) — британский прыгун в воду, двукратный призёр летних Олимпийских игр 2024 года, двукратный призёр чемпионатов мира, многократный призёр чемпионатов Европы. Участник летних Олимпийских игр 2020 и 2024 годов.

## Биография
Ноа Уильямс родился в 2000 году в Англии, в Лондоне. Ему было около девяти лет, когда впервые попробовал себя в прыжках в воду. Ноа получал поддержку от молодежного спортивного фонда Хакни и в течение шести лет выигрывал спортивные премии Хакни. Сейчас тренируется в Лондонском центре водных видов спорта.
В 2017 году на чемпионате Европы по прыжкам в воду, который состоялся в Киеве, завоевал бронзовую медаль в синхронных прыжках с вышки. В 2018 году в Эдинбурге в этой же дисциплине стал серебряным призёром континентального чемпионата.
Принимал участие в летних Олимпийских играх в Токио, в 2021 году. В прыжках с десятиметровой вышки в квалификации показал только 27-й результат, набрав 309,55 баллов.
В Будапеште, в 2022 году, на чемпионате мира стал серебряным призёром в синхронных прыжках с вышки в паре с Мэттью Ли. В Риме, на чемпионате Европы 2022 года, завоевал две медали в прыжках с 10-ти метровой вышки.
В 2024 году стал серебряным призёром чемпионата мира в синхронных прыжках с десятиметровой вышки в паре с Томом Дейли.
На летних олимпийских играх в Париже, в синхронных прыжках с вышки стал серебряным призёром олимпийского турнира. Его партнёром был Том Дейли, а итоговый результат составил — 463,44 балла. В индивидуальных прыжках с десяти метров стал обладателем бронзовой медали олимпийского турнира, показав итоговый результат — 497,35 баллов.